# ویسوکوهیرنه (شهرداری یالتا)
ویسوکوهیرنه (به لاتین: Vysokohirne) یک منطقهٔ مسکونی در اوکراین است که در شهرداری یالتا واقع شده‌است. ویسوکوهیرنه ۱۲۷ نفر جمعیت دارد و ۶۹۵ متر بالاتر از سطح دریا واقع شده‌است.